# زراعة خالية من الحيوانات

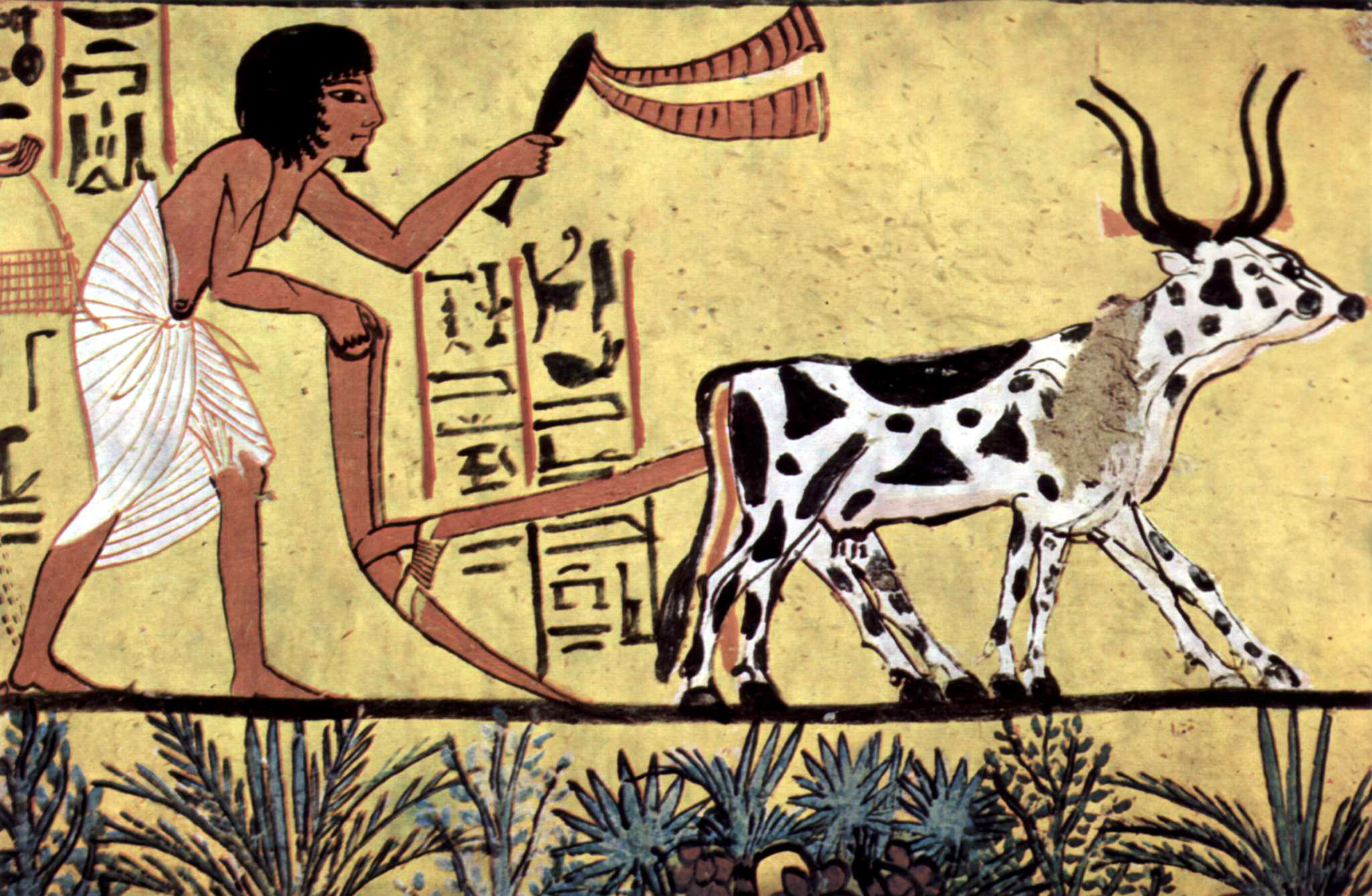

يتكون نظام الزراعة الخاليه من الحيوانات (بالإنجليزية: Animal-Free Agriculture)‏ من طرق زراعيه لا تستخدم الحيوانات أو المنتجات الحيوانية. و لا يحافظ المزارعون علي الحيوانات الاليفة ولا يستخدمون منتجات حيوانيه مثل فضلات الحيوانات المستزرعة أو أجزاء الحيوانات (وجبة العظام ، وجبة الدم ، مسحوق السمك) و يتم التركيز علي استخدام السماد الأخضر بدلا من ذلك.
قد تستخدم تقنية الزراعة الخالية من الحيوانات تقنيات الزراعة العضوية أو غير العضوية ومع ذلك تركز معظم المناقشات التفصيليه حول الزراعة الخالية من الحيوانات حاليا علي المتغيرات العضوية الخاليه من الحيوانات.